# Elvis Gregory
Elvis Gregory Gil (né le 18 mai 1971 à La Havane) est un escrimeur cubain, spécialiste du fleuret.

## Carrière
Il a remporté trois médailles olympiques : une médaille d'argent par équipe et une médaille de bronze individuelle en 1992 ainsi qu'une médaille de bronze par équipe en 1996.